# Morillo de Sampietro
Morillo de Sampietro (en aragonés: Moriello de Sant Pietro) es una aldea perteneciente al municipio de Boltaña, en la provincia de Huesca, comunidad autónoma de Aragón, España. 

## Patrimonio
La iglesia de San Lorenzo es la iglesia parroquial, de estilo románico y construida en el siglo XII. En su interior alberga frescos románicos que incluye restos de un pantocrátor y numerosos motivos religiosos y sociales de la Edad Media.